# EFL League One
English Football League One, kallad Sky Bet League One av sponsorskäl men oftast bara kallad League One, är en nationell professionell fotbollsdivision i England. Den är den tredje högsta divisionen i det engelska ligasystemet, under The Championship, och den näst högsta (och även näst lägsta) divisionen i English Football League (EFL).
Divisionen fick namnet League One 2004. Närmast dessförinnan hette den tredje högsta divisionen i England Second Division och ännu längre tillbaka i tiden (fram till 1992) Third Division, vilken under en period var uppdelad i en North och en South Division.
Divisionen består av 24 klubbar där alla klubbar möter varandra två gånger, en hemmamatch och en bortamatch. De två bästa klubbarna blir vid säsongens slut direktuppflyttade till The Championship, och klubbarna på plats tre till sex möts i ett uppflyttningsslutspel där trean möter sexan (hemma och borta) och fyran möter femman på samma sätt, och där vinnarna av dessa båda matchserier går till en slutspelsfinal på Wembley Stadium. Vinnaren av slutspelsfinalen flyttas upp till The Championship.
De fyra sämst placerade klubbarna vid säsongens slut, det vill säga tabellpositionerna 21–24, flyttas ned till EFL League Two.
Fram till säsongen 2016/17 hette English Football League endast The Football League. League One kallades då också för Football League One.

## Mästare
Nedan följer en lista med mästare och uppflyttade klubbar per säsong:
| Säsong  | Mästare (antal titlar)  | Tvåa                | Playoffvinnare      |
| ------- | ----------------------- | ------------------- | ------------------- |
| 2004/05 | Luton Town              | Hull City           | Sheffield Wednesday |
| 2005/06 | Southend United         | Colchester United   | Barnsley            |
| 2006/07 | Scunthorpe United       | Bristol City        | Blackpool           |
| 2007/08 | Swansea City            | Nottingham Forest   | Doncaster Rovers    |
| 2008/09 | Leicester City          | Peterborough United | Scunthorpe United   |
| 2009/10 | Norwich City            | Leeds United        | Millwall            |
| 2010/11 | Brighton & Hove Albion  | Southampton         | Peterborough United |
| 2011/12 | Charlton Athletic       | Sheffield Wednesday | Huddersfield Town   |
| 2012/13 | Doncaster Rovers        | Bournemouth         | Yeovil Town         |
| 2013/14 | Wolverhampton Wanderers | Brentford           | Rotherham United    |
| 2014/15 | Bristol City            | Milton Keynes Dons  | Preston North End   |
| 2015/16 | Wigan Athletic          | Burton Albion       | Barnsley            |
| 2016/17 | Sheffield United        | Bolton Wanderers    | Millwall            |
| 2017/18 | Wigan Athletic (2)      | Blackburn Rovers    | Rotherham United    |
| 2018/19 | Luton Town (2)          | Barnsley            | Charlton Athletic   |
| 2019/20 | Coventry City           | Rotherham United    | Wycombe Wanderers   |
| 2020/21 | Hull City               | Peterborough United | Blackpool           |
| 2021/22 | Wigan Athletic (3)      | Rotherham United    | Sunderland          |